# Wilton Franco
Wilton Tupinambá Franco (Santo Antônio de Pádua, 25 de julho de 1930 — Penha, 13 de outubro de 2012) foi um ator, produtor, diretor e apresentador de televisão brasileiro.

## Biografia
Migrou de emissora de rádio para a extinta TV RIO, dirigindo o programa do Chacrinha.
Foi o diretor de Essa Gente Inocente e Os Trapalhões, que foram lançados na Rede Excelsior, Rede Record, Rede Tupi e mais tarde na Rede Globo. Em verdade, o grupo humorístico que primeiro se chamaria Os Trapalhões, surgiu no programa Os Adoráveis Trapalhões, que foi ao ar pela primeira vez na TV Excelsior, em 1966, depois passando com o mesmo formato para outras emissoras de TV brasileiras. Outro grande sucesso de Wilton Franco aconteceu no SBT, em 1981, com o polêmico O Povo na TV, programa ao vivo onde se mesclavam quadros de auditório (geralmente dramas de pessoas comuns) e reportagens sensacionalistas. Wilton Franco era o apresentador principal, enquanto outros artistas da casa como Wagner Montes e Sérgio Mallandro apareciam como co-apresentadores. O Povo na TV era exibido ao vivo, direto dos Estúdios da TVS no bairro de São Cristóvão, na zona central do Rio de Janeiro, para todo o Brasil, de 1981 até 1983, pelo SBT.
Wilton Franco foi também o apresentador de Balança Mas Não Cai, criação de Max Nunes e Paulo Gracindo, que nos anos 1950 fez muito sucesso na Rádio Nacional do Rio de Janeiro. Tratava-se de um edifício, de apelido "Balança, Mas Não Cai", onde moravam todos os astros do rádio brasileiro, como dizia Wilton, em sua apresentação. Em verdade, muitos comediantes da época ali atuavam. Ele apresentava cada esquete, como se fosse um fato ocorrido em um dos apartamentos do prédio.
Wilton Franco trabalhou na TV Record no início da década de 1970, onde dirigiu Os Insociáveis (programa dos Trapalhões, que ainda não tinham adotado o nome pelo qual se tornariam mais conhecidos).
Na TV Tupi, dirigiu Hoje é Sábado e Moacyr Franco Show; na TV Excelsior Enshowclopédia, além de Os Adoráveis Trapalhões.
De 1988 até 1992 trabalhou como redator, redator-final e diretor-geral no programa humorístico Os Trapalhões da Rede Globo, com vários quadros dirigidos ao público em geral e ao público infantil, como Quartel Trapalhão, Oficina dos Picaretas, O Filho do Computador, Trapa Hotel, Agência Trapa Tudo e Vila Vintém, entre muitos outros shows ao vivo, com a interação e participação da plateia com o quarteto, participações de vários atores da Globo, artistas de várias áreas, todo o grande elenco do humorístico, etc.
Esses programas de Wilton Franco atingiam entre 50 e 60 pontos de audiência. Ele foi, por várias décadas, o maior nome da televisão brasileira.
Na década de 1990 ele dirigiu o programa Pequenos Brilhantes no SBT.
Ele também foi diretor do programa Dedé e o Comando Maluco exibido na década de 2000.

## Vida pessoal
Morte
Afastado da televisão e morando no sul do país, na cidade de Penha, Santa Catarina, faleceu em 12 de outubro de 2012 aos 82 anos de idade, vítima de parada cardíaca.